# Faustus te Leeuwarden

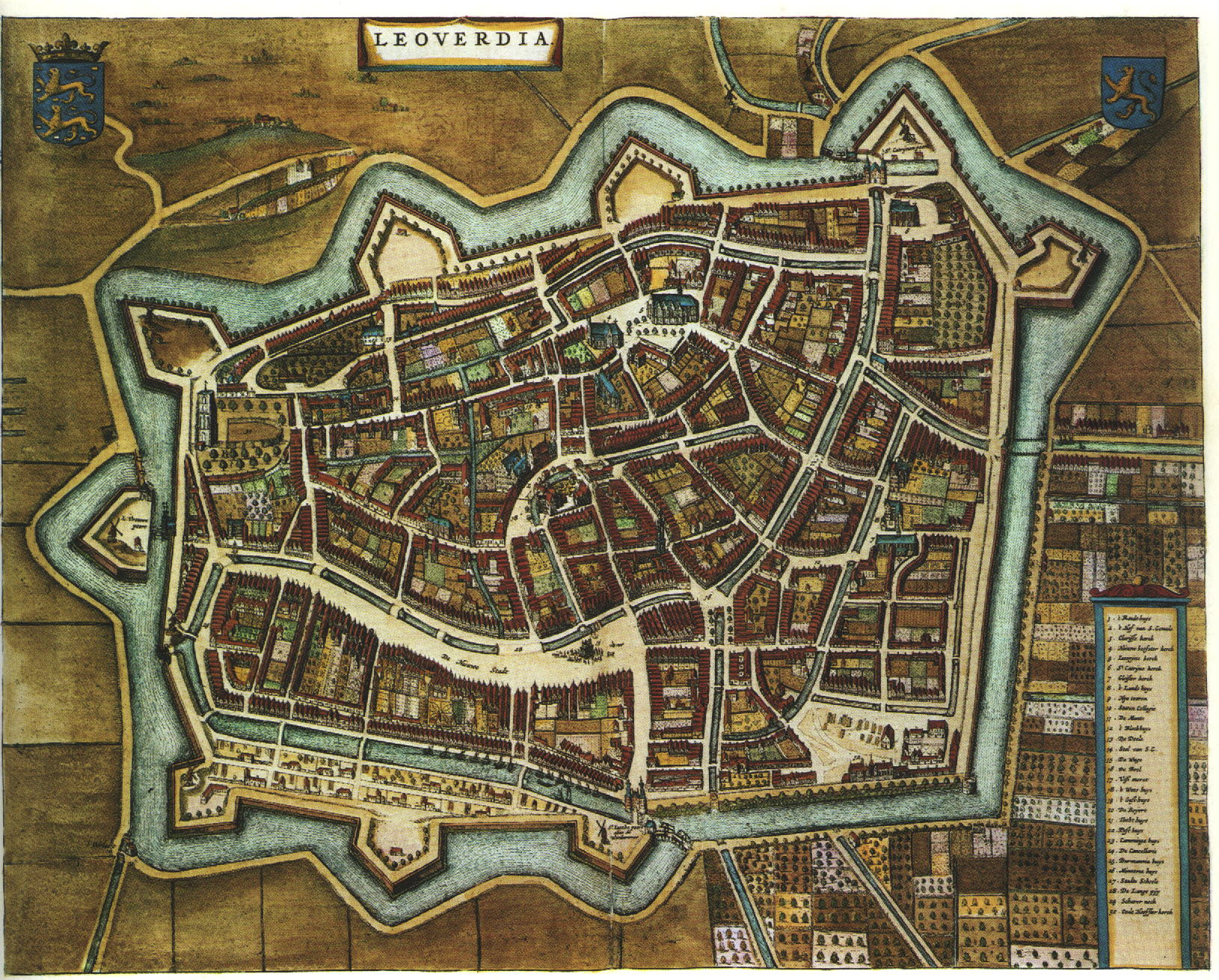
Kaart van Leeuwarden, 1652

Faustus te Leeuwarden of Dokter Faust in Leeuwarden is een gelokaliseerde hoofdpersonage uit een Friesche sage.

## Het verhaal
Satansvriend dokter Faustus stapt in Leeuwarden op het Noordelijk Stadseinde uit de trekschuit van Dokkum en loopt de Voorstreek op. Hij komt in de Amelandsstraat en hier wonen vele gildeleden en laat zijn baard scheren bij een barbier. De baard blijkt steeds opnieuw aan te groeien en de barbier wordt bang, maar houdt zichzelf voor dat het gezichtsbedrog is. De leerjongen kookt sop in de schouw om de messen te slijpen en draait de zandloper om, zijn meester is al een half uur aan het scheren. De klant wordt ongeduldig en pakt zijn hoofd van zijn romp en begint zelf de baard te scheren. Na een paar minuten is hij klaar en het hoofd staat plotseling weer op de romp. De klant geeft toch een gouden dukaat aan de barbier en vertrekt. Via de Voorstreek gaat hij de stad in en buigt voor een juffertje met ijzeren oorbellen.
De barbier brengt het geldstuk naar zijn vrouw, die het tinwerk staat te schuren. De man vertelt zijn vrouw wat er is gebeurd en ze wil het geldstuk zien, maar de man heeft alleen een kluit aarde in zijn hand. De barbier gaat de Heksenscheerder achterna en ziet hem op de Nieuwstad een herberg binnen gaan. Hij komt in de kamer van de klant en zegt dat hij slecht loon heeft gekregen voor al het werk dat hij heeft verricht. Docter Faustus schudt zilveren en goudschijnende geldstukken uit zijn tas en laat de barbier het grootste goudstuk pakken. De barbier gaat naar huis en laat zijn vrouw zijn beloning zien, maar het is een dor blad geworden. De barbier wordt bang, de duivel is in zijn huis geweest, en reinigt het huis met wijwater en paternosters.
De volgende ochtend is de Nieuwstad vol bloed en de mensen moeten erdoorheen waden. Het bloed verdwijnt na een paar dagen en er wordt nog lang over gesproken. De eerstvolgende zondag wordt er een hoogmis gehouden in de Westerkerk en het orgel speelt. Woedende duivelsstemmen overheersen de muziek en zwavel druipt van de kerkgewelven. De stadsplaag begint, mensen kunnen hun kaken niet meer sluiten en vallen doodmoe neer. Wijn verandert in bittergekruid bloed en er verschijnen galgplagen boven de stad. De kerkschatten groeien en priesters verdienen veel geld. Na een avondwandeling laat docter Faustus zijn laarzen uittrekken door een jongen. Een been schiet los en Faustus hinkt door de kamer, waarna de jongen snel de kamer uit gaat. De waard van de herberg begrijpt dat zijn gast geen gewone sterveling is en laat zijn knecht de magistraten van Leeuwarden halen en ze besluiten de man te verzoeken de stad te verlaten.
Bij elke stadspoort zal een wachter worden geplaatst, zodat ze kunnen controleren dat de man de stad verlaat. Ze zullen een ruiter sturen in dezelfde richting en deze zal de mensen in de dorpen waarschuwen. De zeven burgervaders gaan de volgende ochtend in hun zilverlinnen toga's naar de kamer en slaan een kruis. Faustus loopt weer op twee benen en de tovenaar heeft door dat hij is ontdekt, maar hij ontkent. Toch wil hij de stad voor de middag voorgoed verlaten en de raadsheren vertrekken opgelucht. De magistraat van het Raadshuis laat de vier poorten bewaken en Faustus verlaat het logement. De waard krijgt ook veranderlijke dukaten en als de Oldenhovetoren twaalf uur slaat, komen de vier wachters tegelijk terug en melden dat de vreemdeling is vertrokken door de door hen bewaakte poort.

## Andere versie
Volgens bepaalde versies van de sage verbleef Faust in het Hooghuis, de voornaamste herberg van de stad (nabij de boterwaag), en veranderde de dukaat van de barbier in een koperen duit. Dokter Faust vertelde de inwoners van Leeuwarden dat er heksen en tovenaars in de stad zijn en wil dit bewijzen op de Langepijp (een stenen brug). Dit wordt niet toegestaan, omdat de vrouw van de burgemeester ook een heks zou zijn. Dokter Faust laat het Waagplein vol bloed stromen en hij wordt uit de stad gestuurd en de vier wachters melden dat hij de poort is doorgegaan. Hij komt echter snel terug en om zijn been, dat door de waard opgeborgen was, op te halen. De waard heeft het been al in het water gegooid en Faust verlaat de herberg zonder te betalen.